# Seznam ruskih tenisačev
Seznam ruskih tenisačev.

## A
- Jekaterina Aleksandrova
- Igor Andrejev

## B
- Viktor Baluda
- Margarita Betova
- Ana Blinkova
- Aleks Bogomolov
- Jelena Bovina
- Nina Bratčikova

## Č
- Ana Čakvetadze
- Andrej Čerkasov
- Andrej Česnokov

## D
- Nikolaj Davidenko
- Jelena Dementjeva
- Vitalija Djačenko
- Jevgenij Donskoj
- Artem Dubrivnij
- Vera Duševina

## E
- Mihail Elgin

## F
- Varvara Flink

## G
- Tejmuraz Gabašvili
- Anastazija Gasanova

## H
- Karen Hačanov
- Irina Hromačeva

## I
- Valentina Ivahnenko

## J
- Mihail Južni

## K
- Jevgenij Kafelnikov
- Ana Kalinskaja
- Viktorija Kan
- Aslan Karacev
- Jevgenij Karlovskij
- Darja Kasatkina
- Marija Kirilenko
- Alisa Klejbanova
- Pavel Kotov
- Katerina Kozlova
- Lina Krasnorucka
- Konstantin Kravčuk
- Veronika Kudermetova
- Aleksander Kudrjavcev
- Ala Kudrjavceva
- Jelizaveta Kuličkova
- Regina Kulikova
- Ana Kurnikova
- Andrej Kumancov
- Andrej Kuznecov
- Svetlana Kuznecova

## L
- Jelena Lihovceva
- Jevgenija Linecka

## M
- Jekaterina Makarova
- Daniil Medved(j)ev
- Anastazija Miskina
- Darja Mišina
- Olga Morozova

## O
- Andrej Olhovski

## P
- Tatjana Panova
- Anastazija Pavljučenkova
- Ksenija Pervak
- Nadja Petrova
- Anastazija Pivovarova
- Anastazija Potapova
- Olga Pučkova

## R
- Kamilla Rahimova
- Jelena Ribakina
- Andrej Rubljov

## S
- Marat Safin
- Dinara Safina
- Roman Safiulin
- Ljudmila Samsonova
- Valerija Savinih
- Jana Sizikova
- Valerija Solovjeva
- Valerija Strahova

## Š
- Marija Šarapova
- Aleksander Ševčenko

## T
- Jevgenij Tjurnev
- Dimitrij Tursunov

## V
- Aleksej Vatutin
- Jelena Vesnina
- Natalija Vihljanceva
- Darja Virolajnen
- Aleksander Volkov

## Z
- Vera Zvonarjova

## Ž
- Alina Židkova
- Sofija Žuk